# Cibodas (Jonggol)
Cibodas is een bestuurslaag in het regentschap Bogor van de provincie West-Java, Indonesië. Cibodas telt 3488 inwoners (volkstelling 2010).